# Château de Flers (Orne)
Pour le château homonyme situé dans la ville de Villeneuve-d'Ascq, dans le Nord, voir Château de Flers (Villeneuve-d'Ascq).
Le château de Flers  est une demeure, des XVe, XVIe et XVIIIe siècles entouré de douves, qui se dresse sur le territoire de la commune française de Flers, dans l'ouest du département de l'Orne, en région Normandie. Les parties les plus importantes remontent au XVIe siècle. L'ancien château est classé au titre des monuments historiques.

## Localisation
Le château est situé, au milieu d'un vaste parc comprenant un étang et un espace forestier, sur la commune de Flers, dans le département français de l'Orne.

## Historique

### Origine médiévale
L’origine du château remonte à l’époque médiévale. Il s’agit alors d’une construction modeste, en pierres et à colombages, entourée de fossés. À la jonction de plusieurs vallées, le site est choisi parce que son terrain marécageux offre des possibilités défensives intéressantes. Le domaine appartient successivement aux familles d’Aunou, d’Harcourt et de Tournebu entre le XIIe et le XVe siècle.

### Premières splendeurs duXVIesiècle
L'aile droite du château, flanquée de ses deux tourelles d'angle rondes, est la partie la plus ancienne. Elle est construite par Nicolas III de Grosparmy entre 1527 et 1541, alchimiste passionné. Selon la légende, celui-ci a acquis une fortune considérable en se livrant à des recherches alchimiques. En réalité, son aisance s’appuie sur la possession des forges de Halouze qui font partie de son domaine. Au milieu du XVIe siècle, le titre de baron de Flers revient à la famille de Pellevé, dont l’un des membres, Nicolas, fait une brillante alliance avec l'une des plus grandes familles de Bretagne, les Rohan. Le domaine s'enrichit de la châtellenie de Condé-sur-Noireau, et en 1598, la baronnie de Flers est érigée en comté.

### Grands travaux duXVIIesiècle

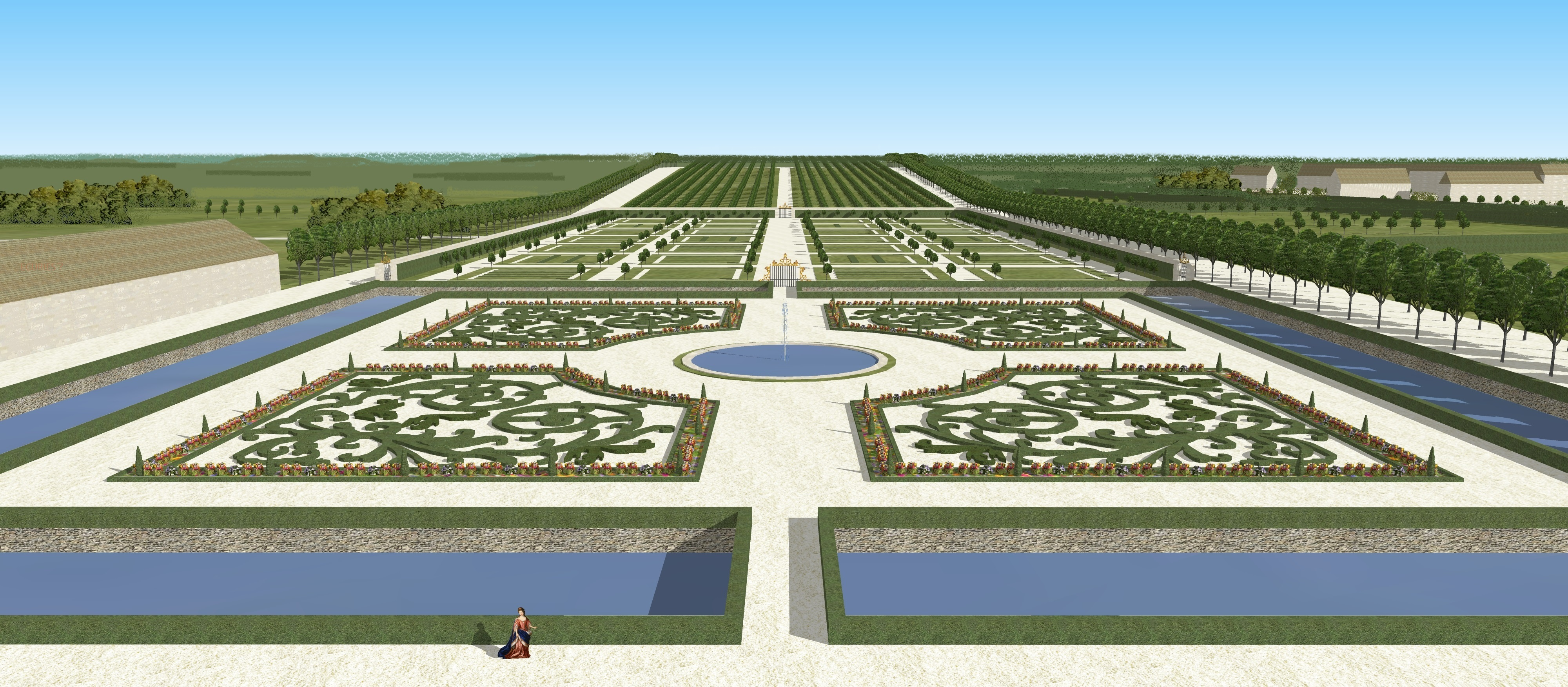
Restitution de la vue sur le parterre du château de Flers, fin du XVIIe siècle.

De grands travaux d’assainissement et d’embellissement du parc sont engagés. La plaine marécageuse est domestiquée par la création d’une pièce d’eau — le petit étang —, et un moulin est créé sur son déversoir. Un parterre carré ceinturé d’eau est aménagé sous les fenêtres de l’aile est du vieux corps de logis (à la place du jardin d’enfants actuel). Il est prolongé par un potager et par un verger de même forme. Deux allées de 500 à 600 cèdres soulignent l’axe de cette composition. Après l’incendie des anciens communs, de nouveaux bâtiments sont construits dans l’axe de la cour d'honneur.

### Apogée du domaine auXVIIIesiècle
Des travaux sont entrepris par Louis de Pellevé, comte de Flers, vers 1710, qui crée le parc et ses pièces d'eau, et poursuivis par son fils dans l’aile ouest en retour d’équerre. Cette aile, remaniée par Ange Hyacinthe de La Motte-Ango au début du XVIIIe siècle, devient le corps de logis principal. Les fenêtres de l’aile du XVIe siècle sont élargies pour s’harmoniser avec la nouvelle façade classique et améliorer le confort intérieur. L’axe principal de l’édifice, matérialisé par le perron monumental, pivote de la direction est-ouest à la direction nord-sud pour s’ouvrir sur le parc de chasse qui s’agrémente de la perspective de grandes allées. La grille de la cour d’honneur, décorée d’une couronne comtale, est réalisée vers 1764 par Antoine Pichard et Augustin Delaunay, maîtres serruriers à Flers. C’est le temps de la prospérité. Le château est luxueusement aménagé et meublé. Le domaine s’étend loin vers le sud. Le comte de Flers, avec ses quatorze moulins et ses vingt-huit fermes, est l’un des plus puissants propriétaires ornais.

### Révolution et chouannerie
Après la mort d'Ange Hyacinthe de la Motte-Ango en 1788, son fils François Paul hérite du domaine. Pendant la chouannerie normande, il autorise le marquis Louis de Frotté son chef à établir son quartier général au château de Flers en 1793, puis en 1799 et 1800. La partie ancienne du château est incendiée par les républicains en 1800.

### Bouleversements duXIXesiècle

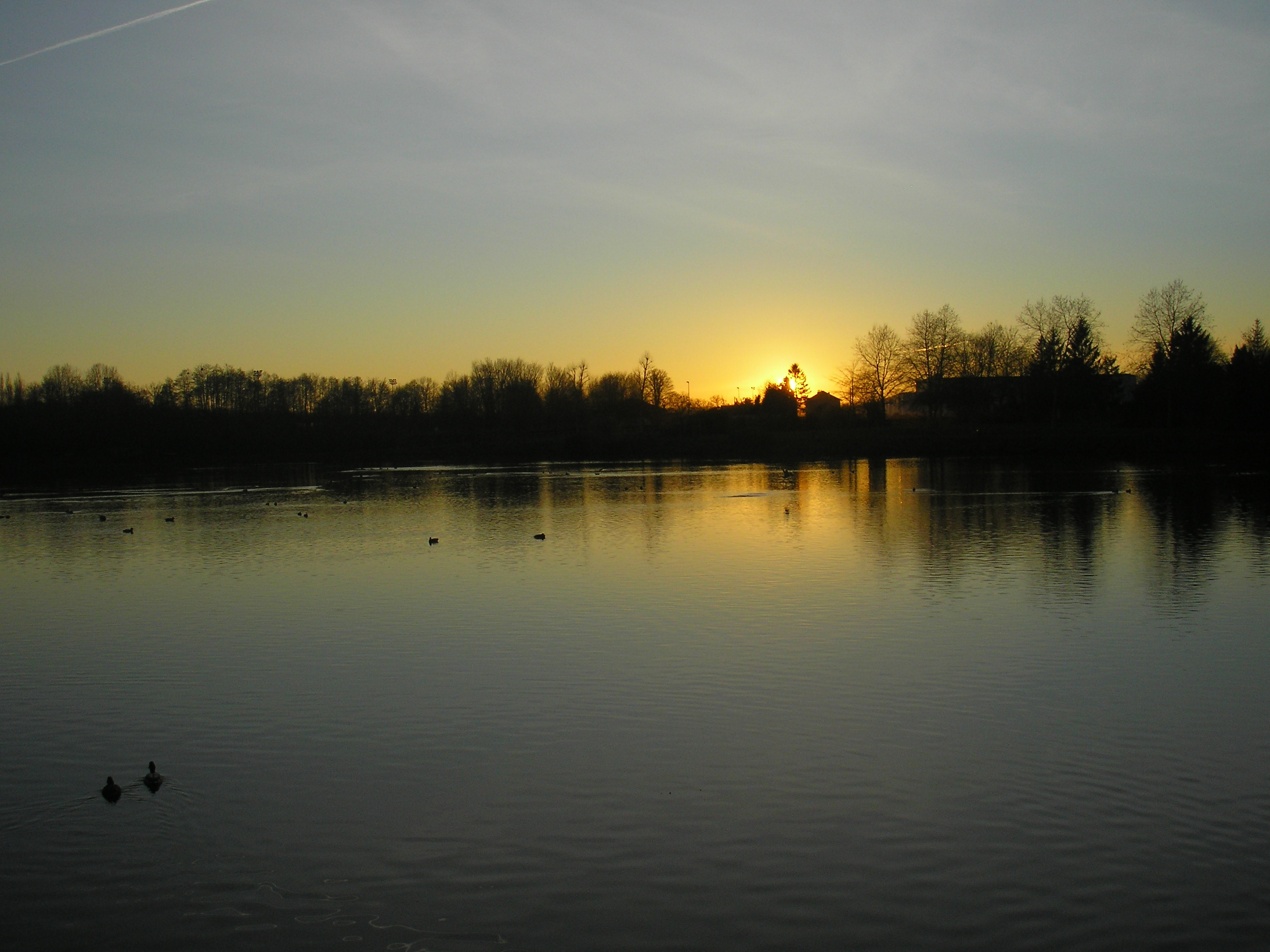
L'étang du château.

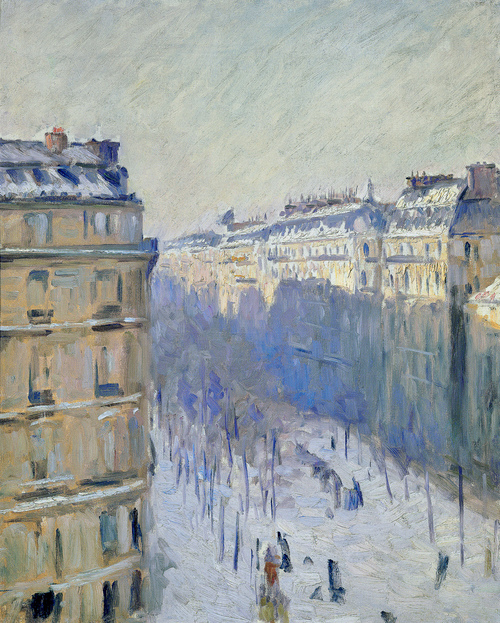
Gustave Caillebotte : Boulevard Haussmann, effet de neige (1880-1881), toile conservée au musée du château.

En 1806, le comte Jean Sigismond Ehrenreich de Redern Bernsdorf, un truculent homme d’affaires franco-prussien enrichi dans le trafic de biens nationaux, acquiert le comté de Flers et le château à la famille de La Motte-Angot pour la somme de 1 100 000 fr, et remet en état le château. Sa tentative de mainmise sur les forges de la région se soldant par un échec, ce personnage hors du commun, met en vente le domaine auprès de ses notaires parisiens Schnetz et Thirion.
En 1822, Antoine Schnetz acquiert la propriété pour son propre compte et devient par la suite maire de Flers. Il ouvre le parc au public qui prend vite l’habitude de s’y promener et de s’y distraire. Dans un souci de modernité, Schnetz n’hésite pas à sacrifier une partie du parc pour permettre le passage de la ligne de chemin de fer Paris-Granville et à déplacer le potager de son emplacement traditionnel pour favoriser le développement urbain.
En 1901, après le retour vers la capitale des derniers descendants de la famille Schnetz, Julien Salles, maire de Flers, rachète le domaine pour le compte de la municipalité. Le château abrite alors l’hôtel de ville et le musée.
Outre de nombreuses rues, l'ancien parc accueillit également les infrastructures de la gare de Flers. En 1901 le château et la propriété d'une surface supérieure à 37 hectares  sont cédés à la ville sur proposition de son maire, M. Salles. Il accueillera désormais l'hôtel de ville et sera un lieu de promenade apprécié des habitants. Fort heureusement, le château n'est pas touché par les dévastations des bombardements de 1944.
L'étang du parc du château est le lieu du suicide par noyade de Fernande Segret, dernière maîtresse de Landru, le 21 janvier 1968.
À la fin des années 1980, une succession de tempêtes détruit de nombreux arbres du parc. Un projet de renouvellement se fait jour, projet qui suscite de nombreuses polémiques en dépit de la dangerosité constatée. Le château accueille un musée, riche en peintures du XIXe siècle et en éléments liés aux traditions normandes.

### Propriétaires successifs du domaine de Flers
| Période          | Identité                                                       |
| ---------------- | -------------------------------------------------------------- |
| Xe – XIIe siècle | Famille de Flers                                               |
| 1180-1320        | Foulques d'Aunou Thomas d'Aunou                                |
| 1320-1396        | Robert III d'Harcourt Robert IV d'Harcourt Robert V d'Harcourt |
| 1396-1404        | Guillaume de Tournebu                                          |
| 1404-1547        | Famille de Grosparmy                                           |
| 1547-1736        | Famille de Pellevé                                             |
| 1736-1806        | Famille de La Motte-Ango                                       |
| 1806-1820        | Jean Sigismond Ehrenreich de Redern Bernsdorf                  |
| 1820-1901        | Famille Schnetz                                                |
| depuis 1901      | Ville de Flers                                                 |

## Description
Le site se présente sous la forme d'une enceinte quadrangulaire fossoyée flanquée de tours rondes aux angles, avec des parties du XVe siècle dans un ensemble reconstruit entre 1530 et 1540 et remanié au XVIIIe siècle.

## Protection
L'ancien château est classé au titre des monuments historiques par arrêté du 24 avril 1907.

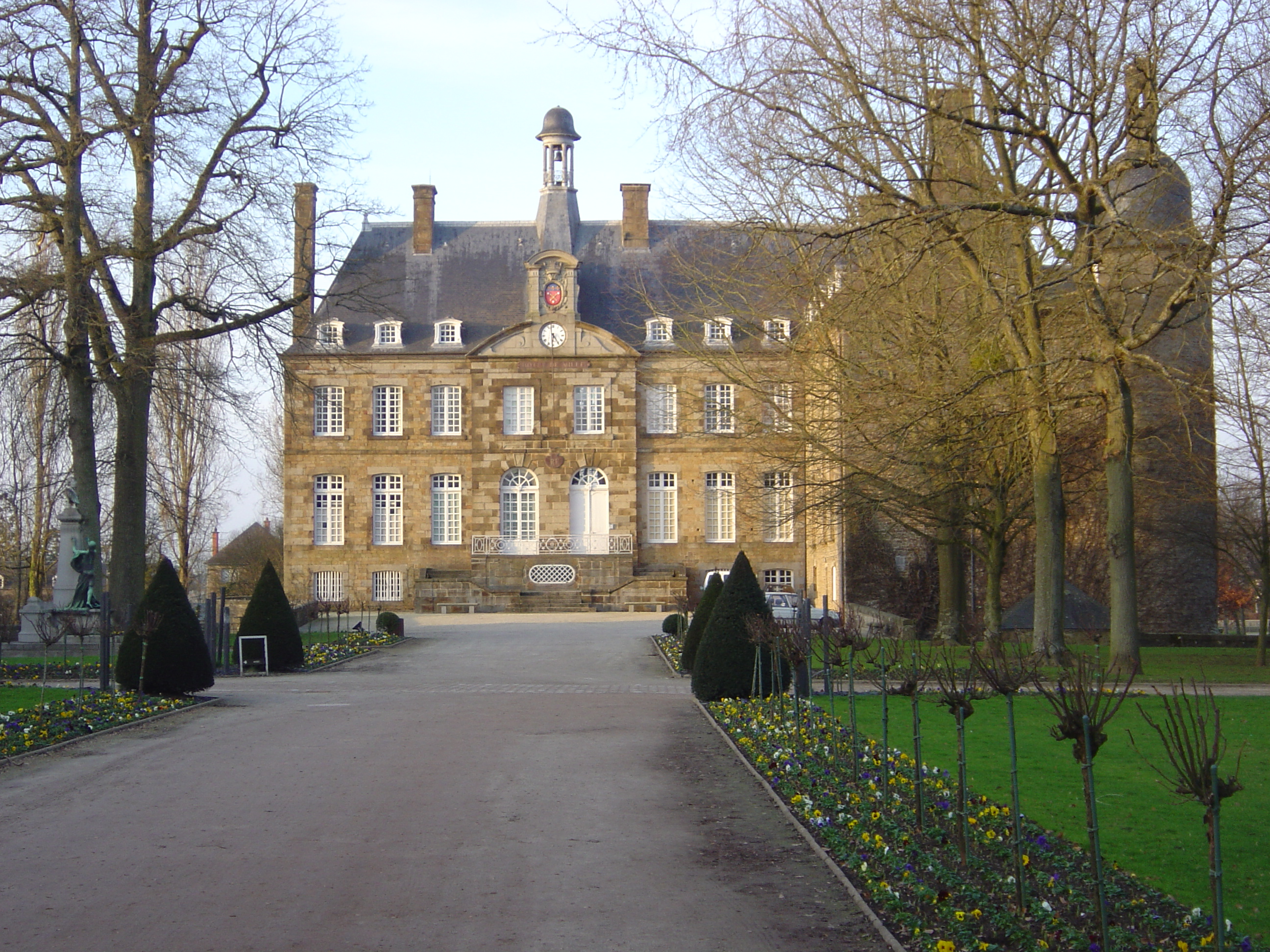
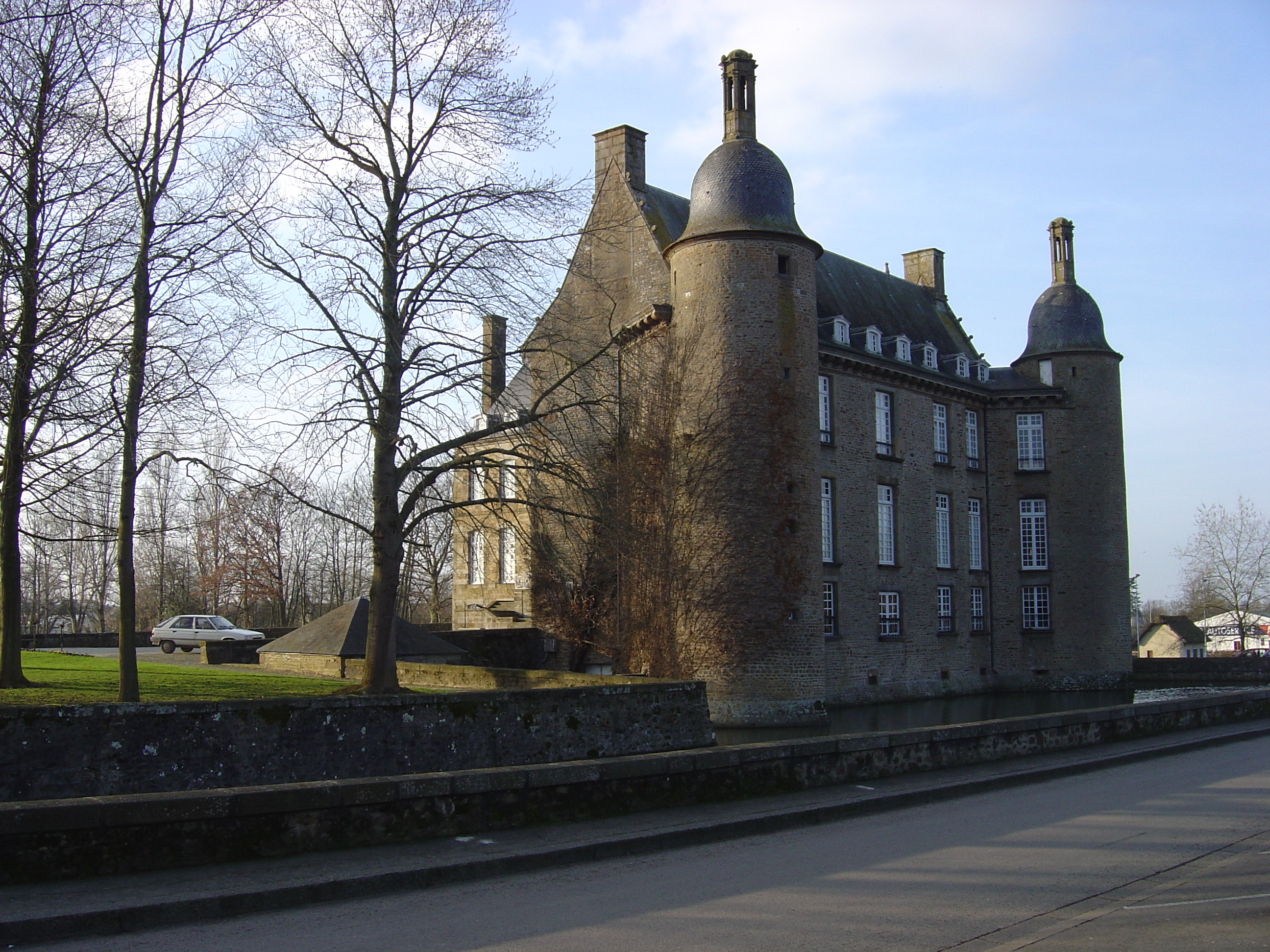
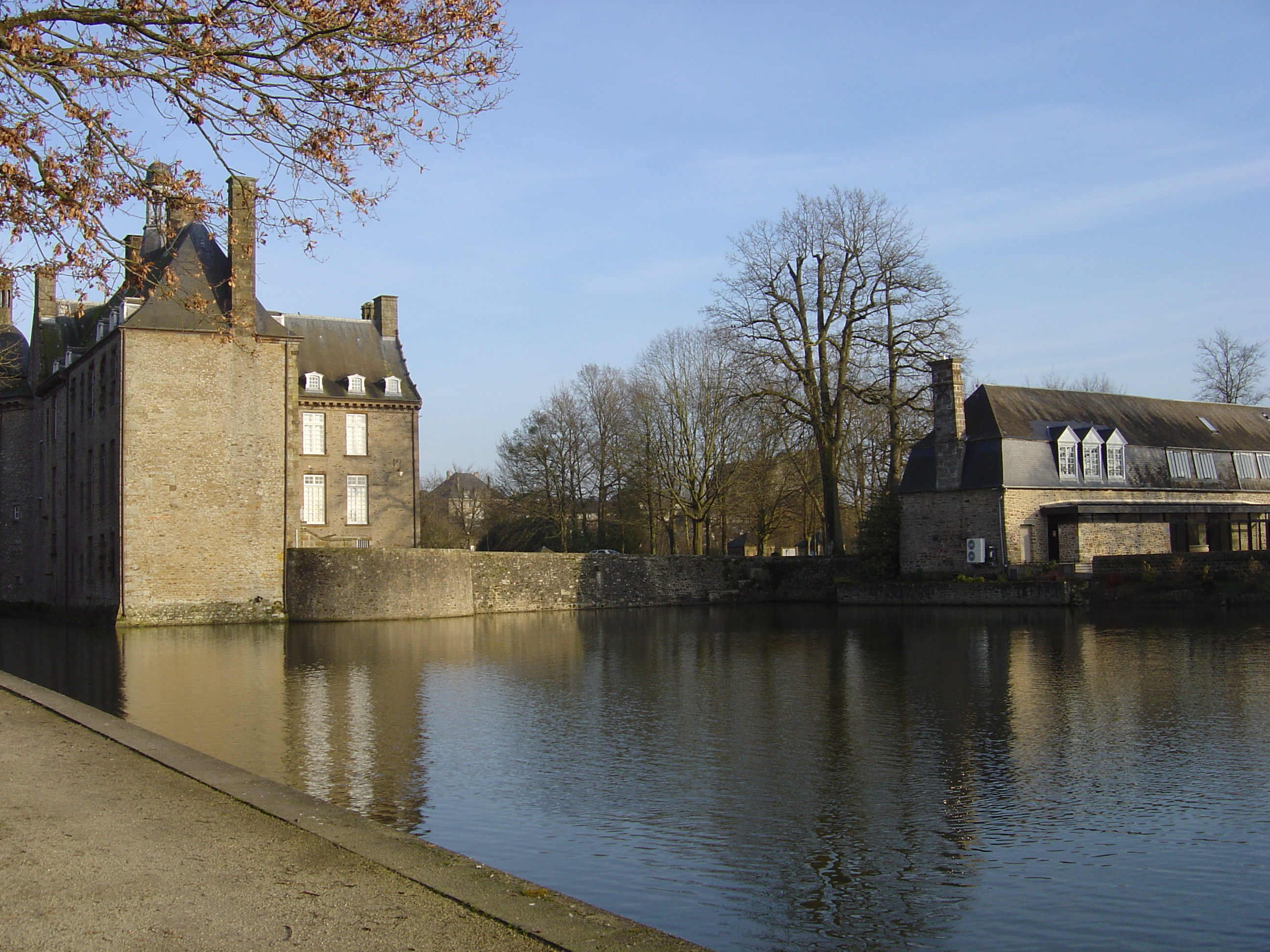
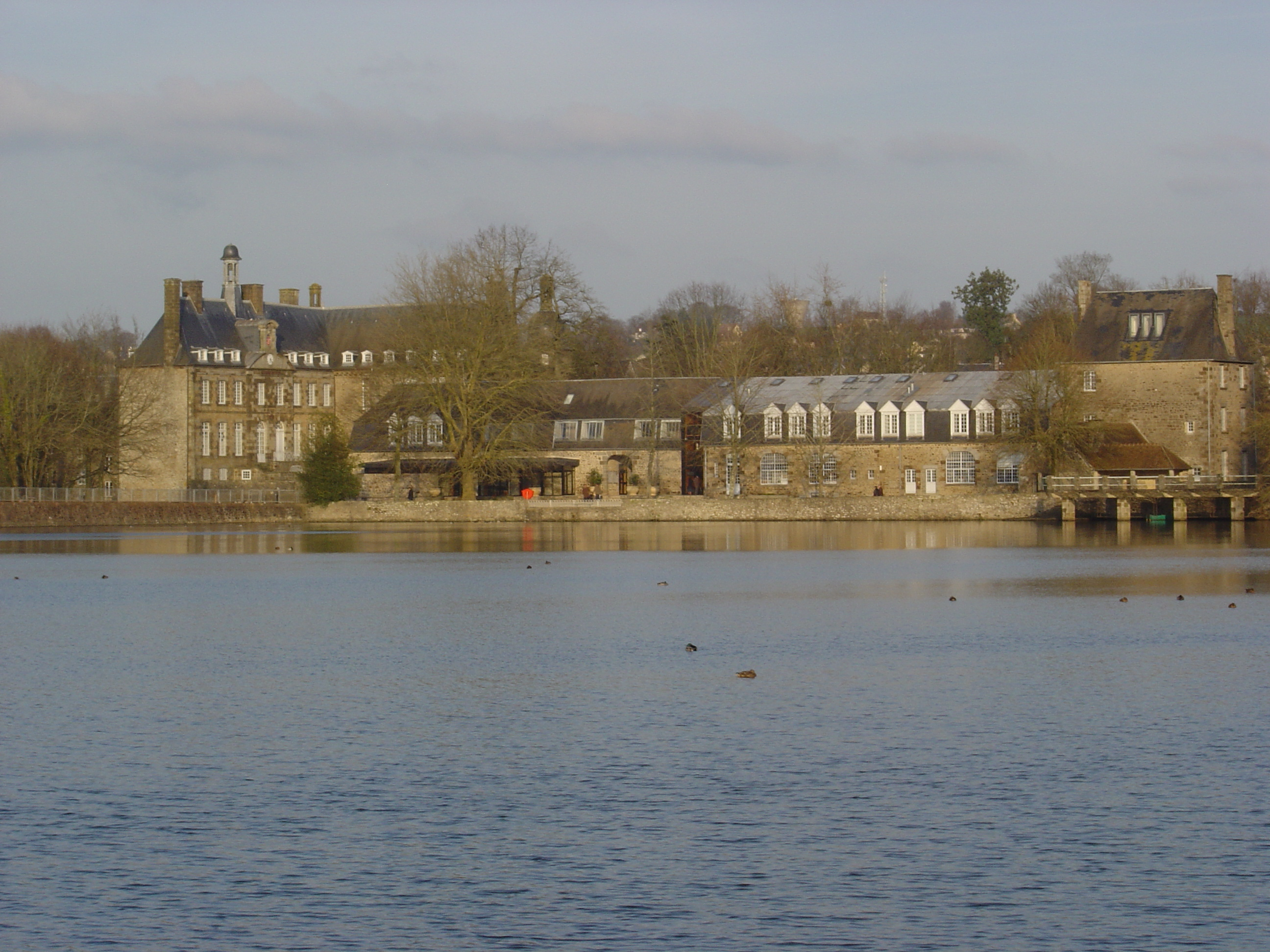